# Ruaidri mac Tairrdelbach Ua Conchobair
Ruaidrí mac Tairrdelbach Ua Conchobair (anglicizzato in Rory O'Connor; Killaloe, circa 1116 – Cong, 2 dicembre 1198) è stato re del Connacht e re supremo d'Irlanda.

## Biografia
Era figlio di Tairrdelbach mac Ruaidri Ua Conchobair (anglicizzato in Turlough O'Connor), re del Connacht, re supremo dal 1151 al 1154.
Ereditava il regno del Connacht e il nome da suo nonno paterno, il re Ruaidrí Ua Conchobair, mac in lingua irlandese infatti introduce il patronimico.
Il suo "perseguitare" Dermot MacMurrough del Leinster fornì il pretesto ai Normanni per invadere l'Irlanda e, ricacciato a ovest del fiume Shannon si sottomise al re Enrico II d'Inghilterra con il trattato di Windsor che fu negoziato dall'arcivescovo di Dublino Lorenzo O'Toole. In base a questo accordo mantenne il controllo del Connacht come vassallo del sovrano inglese, dominando su tutti i re e i capi dell'Irlanda. In cambiò dovette pagare un tributo annuale, fino a quando l'accordo non sfumò e scoppiò una nuova guerra con i Normanni. Fu spodestato dal figlio Conchobar Maenmaige Ua Conchobhair nel 1186 e scacciato nel Munster. Alla morte di Conchobar, nel 1189, i Sil-Murray lo avrebbero richiamato sul trono. Ma non riuscì a ristabiliare appieno il suo precedente potere. Secondo gli Annali dei Quattro Maestri morì nel 1198 e venne sepolto a Clonmacnoise, nel lato nord dell'altare della chiesa.